# Mistrzostwa Ameryki i Pacyfiku w Saneczkarstwie 2025
14. Mistrzostwa Ameryki i Pacyfiku w Saneczkarstwie 2025 odbyły się w ramach zawodów Pucharu Świata w dniach 15–16 lutego 2025 r. w południowokoreańskim Pjongczangu. Zawodnicy rywalizowali w czterech konkurencjach: jedynkach kobiet, jedynkach mężczyzn, dwójkach kobiet oraz dwójkach mężczyzn.

## Terminarz
| Data           | Miejscowość | Konkurencja      | Złoto                                                 | Srebro      | Brąz               |
| -------------- | ----------- | ---------------- | ----------------------------------------------------- | ----------- | ------------------ |
| 15 lutego 2025 | Pjongczang  | Dwójki mężczyzn  | Stany Zjednoczone Zachary DiGregorio · Sean Hollander | —           | —                  |
| 15 lutego 2025 | Pjongczang  | Dwójki kobiet    | Stany Zjednoczone Chevonne Forgan · Sophia Kirkby     | —           | —                  |
| 15 lutego 2025 | Pjongczang  | Jedynki mężczyzn | Alexander Ferlazzo                                    | Tucker West | Jonathan Gustafson |
| 16 lutego 2025 | Pjongczang  | Jedynki kobiet   | Ashley Farquharson                                    | —           | —                  |

## Wyniki

### Jedynki kobiet
| Pozycja | Zawodniczka        | Reprezentacja     | 1. ślizg | 2. ślizg | Suma     | Strata |
| ------- | ------------------ | ----------------- | -------- | -------- | -------- | ------ |
|         | Ashley Farquharson | Stany Zjednoczone | 46.652   | 46.728   | 1:33.380 | —      |

### Jedynki mężczyzn
| Pozycja | Zawodnik           | Reprezentacja     | 1. ślizg | 2. ślizg | Suma     | Strata |
| ------- | ------------------ | ----------------- | -------- | -------- | -------- | ------ |
|         | Alexander Ferlazzo | Australia         | 48.090   | 48.139   | 1:36.229 | —      |
|         | Tucker West        | Stany Zjednoczone | 48.125   | 48.543   | 1:36.668 | +0.439 |
|         | Jonathan Gustafson | Stany Zjednoczone | 48.193   | 48.529   | 1:36.722 | +0.493 |

### Dwójki kobiet
| Pozycja | Zawodniczki                   | Reprezentacja     | 1. ślizg | 2. ślizg | Suma     | Strata |
| ------- | ----------------------------- | ----------------- | -------- | -------- | -------- | ------ |
|         | Chevonne Forgan Sophia Kirkby | Stany Zjednoczone | 47.110   | 47.128   | 1:34.238 | —      |

### Dwójki mężczyzn
| Pozycja | Zawodnicy                         | Reprezentacja     | 1. ślizg | 2. ślizg | Suma     | Strata |
| ------- | --------------------------------- | ----------------- | -------- | -------- | -------- | ------ |
|         | Zachary DiGregorio Sean Hollander | Stany Zjednoczone | 46.691   | 46.544   | 1:33.235 | —      |

## Klasyfikacja medalowa
| Miejsce | Państwo           |   |   |   | Razem |
| ------- | ----------------- | - | - | - | ----- |
| 1.      | Stany Zjednoczone | 3 | 1 | 1 | 5     |
| 2.      | Australia         | 1 | 0 | 0 | 1     |